# Социалистическая Республика Союз Бирма
Социалистическая Республика Союз Бирма (бирм. ပြည်ထောင်စု ဆိုရှယ်လစ်သမ္မတ မြန်မာနိုင်ငံတော်), в 1962—1974 года — Союз Бирма (бирм. ပြည်ထောင်စု မြန်မာနိုင်ငံတော်‌) — период в истории Мьянмы, когда она находилась под управлением военной диктатуры У Не Вина с 1962 по 1988 год. Её возглавил Революционный совет Союза, основанный У Не Вином, который сверг демократически избранное правительство премьер-министра У Ну в результате государственного переворота 2 марта 1962 года.
После прихода У Не Вина к власти Бирманский путь к социализму был провозглашен государственной идеологией страны. Через короткое время была основана правящая Партия бирманской социалистической программы. В течение следующих 26 лет Не Вин правил Бирмой как диктатор, занимая посты председателя ПБСП и Премьер-министра Бирмы, фактически главы государства и правительства. Его правление характеризовалось изоляционизмом, тоталитаризмом, суевериями и ксенофобией.
Массовые продемократические протесты 1988 года, широко известные как Восстание 8888, вынудили чиновников ПБСП, в том числе У Не Вина, уйти в отставку в массовом порядке и восстановить многопартийную систему. Однако 18 сентября 1988 г. армия Бирмы устроила государственный переворот против БСПП, насильственно подавил протесты и учредил новую военную хунту — Государственный совет по восстановлению правопорядка (ГСВП).

## Предпосылки
Бирма под руководством премьер-министра У Ну и коалиционного правительства под руководством АФЛНС, реализовывала левую политику в области экономики и социального обеспечения, при этом экономический рост оставался медленным на протяжении всех 1950-х годов. Начиная с 1958 года страна начала восстанавливаться экономически, но начал разваливаться политически из-за раскола правящей партии на две фракции: «Чистая» АФНЛС во главе с У Ну и Такином Тином и «Стабильная» АФЛНС во главе с Ба Све и Чжо Найином. Эта ситуация сохранялась, несмотря на неожиданный успех предложения У Ну «Оружие для демократии», которое включало разоружение враждующих этнических группировок, и было поддержано группировками народа Пао, а также некоторыми группами монов и шанов, но, что более важно, сдала оружие коммунистическая «народная добровольческая организация». Союзный парламент стал очень нестабильным, и У Ну едва сохранил власть после вотума недоверия, заручившись поддержкой оппозиционного Национального объединённого фронта, часть членов которого, как полагают, имела коммунистические взгляды. Сторонники жесткой линии в армии рассматривали это как угрозу того, что Коммунистическая партия Бирмы придет к соглашению с У Ну через НОФ, и в результате У Ну пригласил генерала У Не Вина, начальника штаба армии, на пост временного премьер-министра для восстановления порядка в Бирме. Более 400 якобы «сочувствующих коммунистам» были арестованы, из которых 153 человека были отправлены в исправительную колонию на острове Грейт-Коко в Андаманском море. Среди них был лидер НОФ Аунг Тан, старший брат Аунг Сана. Такие газеты, как Botahtaung, Kyemon и Rangoon Daily, также были закрыты.
28 октября 1958 года У Не Вина устроил переворот и успешно восстановил политическую стабильность в Бирме, период его правления стал известен как «временное правительство У Не Вина», существовавшее до всеобщих выборов в феврале 1960 года, которые вернули к власти «Чистую» АФНЛС, переименованную в партию Союза, набравшую большинство голосов. Не Вин официально вернула власть победившему У Ну 4 апреля 1960 года. Однако ситуация в Бирме недолго оставалась стабильной из-за требований шанского федералистского движения, начатого Со Шве Тайем, первым президентом Бирмы с 1948 по 1952 год, и Саофа Ньяуншве. Шанские федералисты стремились создать из Бирмы «свободную федерацию» и считались сепаратистским движением за то, что настаивали на соблюдении бирманским правительством права на отделение через 10 лет, предусмотренного Конституцией 1947 года. У Не Вину уже удалось лишить Со Шве Тая феодальной власти в обмен на комфортную пожизненную пенсии в 1959 году, но нерешенные вопросы федерализма и общественного порядка остались.

## История

### Государственный переворот
К 1962 году избранное гражданское правительство утратило большую часть своей легитимности; бирманская общественность считала его коррумпированным, неспособным управлять страной и неспособным восстановить закон и порядок. Тем временем популярность армии выросла благодаря стабильности, созданной временным правительством У Не Вина. Бирма также столкнулась с различными экономическими, религиозными и политическими кризисами, в частности с мятежами на этнической почве в сельских районах страны и проблемами федерализма и сепаратизма. Второй государственный переворот, был организован военными, 2 марта 1962 г, на этот раз без поддержки У Ну.
Переворот удался с небольшим кровопролитием, и его зачинщики создали Революционный совет, который заменил Союзный парламент в качестве высшего законодательного органа Бирмы. В апреле 1962 года РС провозгласил Бирму социалистическим государством и провозгласил «бирманский путь к социализму» в качестве плана экономического развития, снижения иностранного влияния в Бирме до нуля и увеличения роли вооруженных сил в политике. РС также основал Партию бирманской социалистической программы 4 июля 1962 года, чтобы номинально отделить полномочия вооруженных сил от правительства. Однако в руководстве ПБСП на протяжении всей её истории доминировали военные чиновники, хотя партия действительно предпринимала попытки перехода в массовую партию, такие как замена РС Народным собранием в 1974 году.

### Провал бирманского пути к социализму
Реализация бирманского пути к социализму отрицательно сказалась на экономике, уровне образования и уровне жизни бирманского народа. Иностранным гуманитарным организациям, таким как американские Фонд Форда и Фонд Азии, а также Всемирный банк, больше не разрешалось работать в стране. Разрешена была только помощь от правительства к правительству. Кроме того, преподавание английского языка было реформировано и перенесено в средние школы, тогда как раньше оно начиналось ещё в детском саду. Правительство также ввело обширные визовые ограничения для граждан Бирмы, особенно когда они направлялись в западные страны. Вместо этого правительство спонсировало поездки студентов, ученых и технических специалистов в Советский Союз и Восточную Европу для прохождения обучения и «противодействия годам западного влияния» в стране. Пребывание иностранцев в стране было ограничено всего 24 часами.
Свобода слова и свобода прессы также были существенно ограничены. Публикации на иностранных языках были запрещены, как и газеты, которые печатали «ложные пропагандистские новости». В августе 1962 года был учреждён совет по контролю за прессой, который и по сей день подвергает цензуре все публикации, включая газеты, журналы, рекламу и карикатуры, на основании Закона о регистрации типографий и издателей в августе 1962 года. РС учредил Информационное агентство Бирмы, которое должное было заниматься распространения новостей в стране, фактически заменив собой иностранные информационные агентства. В сентябре 1963 года две бирманские газеты «Авангард» и «Гардиан» были национализированы. В декабре 1965 г. правительство запретило издание частных газет.
Влияние на бирманскую экономику было обширным. Закон о национализации предприятий, принятый Революционным советом в 1963 году, 1 июня 1963 года национализировал все основные отрасли промышленности, включая международную торговлю, производство риса, банковское дело, горнодобывающую промышленность, производство тика и каучука. Всего было национализировано более 15000 частных фирм. Кроме того, промышленникам было запрещено создавать новые заводы с частным капиталом. Это особенно пагубно сказалось на положении англо-бирманцев, бирманских индийцев и британцев, которые были значительно представлены в этих отраслях.
Нефтяная промышленность, которая ранее контролировалась американскими и британскими компаниями, такими как General Exploration Company и East Asiatic Burma Oil, была вынуждена прекратить свою деятельность. На её место пришла государственная Бирманская нефтяная компания, монополизировавшая добычу и переработку нефти. В августе 1963 года последовала национализация основных объектов торговли, включая универмаги, склады и оптовые магазины. Также был введён контроль цен.
Закон о национализации предприятий напрямую затронул иностранцев в Бирме, особенно бирманских индийцев и бирманских китайцев, оба из которых имели влияние в экономическом секторе как предприниматели и промышленники. К середине 1963 года Бирму покидало 2500 иностранцев в неделю. К сентябрю 1964 года Бирму покинуло примерно 100 тыс. этнических индийцев.
В период «бирманского пути» основной чертой бирманского общества стала теневая экономика, составлявшая около 80 % национальной экономики. Кроме того, серьёзной социально-экономической проблемой стало неравенство в доходах. В 1960-е годы валютные резервы Бирмы сократились с 214 миллионов долларов в 1964 году до 50 миллионов долларов в 1971 году, а инфляция резко возросла. Экспорт риса также сократился с 1 840 000 тонн в 1961-62 годах до 350 000 тонн в 1967-68 годах в результате неспособности производства риса удовлетворить спрос, вызванный высокими темпами роста населения.
На первом съезде Партии бирманской социалистической программы в 1971 году было проведено несколько незначительных экономических реформ, продиктованных неудачами экономической политики, проводившейся на протяжении 1960-х годов. Бирманское правительство обратилось с просьбой воссоединиться со Всемирным банком, присоединилось к Азиатскому банку развития и искало больше иностранной помощи. Был введен «Двадцатилетний план», экономический план, разделенный на пять этапов, ставивший своей целью развитие использования природных ресурсов страны, включая сельское хозяйство, лесное хозяйство, нефть и природный газ, за счет государственной поддержки. Эти реформы вернули уровень жизни на уровень до Второй мировой войны и стимулировали экономический рост. Однако к 1988 году внешний долг страны раздулся до 4,9 миллиарда долларов, что составляет около трех четвертей национального ВВП, и более поздняя попытка У Не Вина сделать номиналы кьятов кратными 9, числу, которое он считал счастливым, привело к уничтожению миллионов сбережений бирманского народа, что стало одной из причин восстания 8888.
Бирманский путь к социализму широко описывается учеными как «ужасная неудача», превратившая одну из самых процветающих стран Азии в одну из беднейших в мире. В Бирме значительно возрос уровень бедности, неравенство, коррупция, а международная изоляция страны была описана как «катастрофическая». Реальный ВВП на душу населения увеличился со 159,18 долларов США в 1962 году до 219,20 долларов США в 1987 году, или примерно на 1,3 % в год, что является одним из самых слабых темпов роста в Восточной Азии за этот период, но все же положительным. Программа также, возможно, послужила повышению внутренней стабильности и удержала Бирму от вовлечения в борьбу времен холодной войны, которая затронула другие страны Юго-Восточной Азии.